# Saison 1998-1999 du FC Lorient
Maillots
Chronologie
Saison précédente Saison suivante
La saison 1998-1999 du FC Lorient est la première du club dans le championnat de France de football de première division, à la suite de sa deuxième place obtenue lors du championnat de D2 1997-1998.

## Résumé
Pour sa première saison dans l'élite du football français, le club morbihannais se renforce sensiblement à l'intersaison avec dix arrivées dont les plus notables sont l'international marocain Smahi Triki, qui vient de disputer la Coupe du monde 1998 et Pascal Camadini, tous deux en provenance du championnat suisse. De grosses attentes pèseront aussi sur Ricardo Otacilio Emerson, recrue brésilienne inconnue en Europe, venue renforcer l'attaque lorientaise.
Le premier match des Merlus dans l'élite se solde par une défaite à domicile face à l'AS Monaco (1-2). La quatrième journée marque la première victoire du club, sur la pelouse du Paris Saint-Germain (2-1) avec des buts signés Stéphane Pédron et Ousmane Soumah. La suite du championnat est cependant difficile et les Merlus alignent une série de onze matchs sans victoire positionnant le FCL à la dernière place du championnat. L'inefficacité de l'attaque, symbolisée par un fantomatique Emerson (0 but en 19 matchs) conduit le staff lorientais à recruter un joker en la personne de l'ancien international Patrice Loko au mois de novembre. Le recrutement se montre judicieux, et l'ex-attaquant du Paris SG s'illustre face à Toulouse en donnant la victoire à son nouveau club grâce à un but. Une bonne série de matchs, conclue par une nouvelle victoire face au Paris SG amène le club hors de la zone de relégation à la trêve.
Malgré le renforcement au mercato hivernal du messin Christophe Le Grix et de l'international coréen Lee Sang-Yoon, les lorientais font preuve d'irrégularité au cours de la seconde partie de la saison, aussi marquée par une double élimination des coupes nationales, à chaque fois face à des équipes de divisions inférieures. Le club termine la saison à la 16e place synonyme de relégation, battu d'un but au goal-average aux dépens du Havre.

## Effectif
Gardiens
- 1 Angelo Hugues
- 16 Stéphane Le Garrec
- 30 Ronan Nédélec
- 33 Fabien Le Dillaut

Défenseurs
- 2 Juan-Luis Montero
- 3 Loïc Druon
- 4 Gilles Kerhuiel
- 5 Smahi Triki
- 15 Eben Dugbatey
- 17 Arnaud Le Lan
- 24 Yannick Fischer

Milieux
- 6 Sylvain Ripoll
- 7 Pierrick Le Bert
- 8 Pascal Camadini
- 10 Stéphane Pédron
- 12 Bülent Üçüncü
- 13 Nicolas Cloarec
- 20 Laurent Bourmaud
- 21 Ross Aloisi
- 22 Alexandre Moreno
- 25 David Bouard
- 28 Christophe Le Grix

Attaquants
- 9 Ricardo Otacilio Emerson
- 11 Ali Bouafia
- 18 Ousmane Soumah
- 26 Pascal Bedrossian
- 27 Patrice Loko
- 29 Lee Sang-Yoon

En gras, les joueurs internationaux

## Staff technique et direction
- Entraineur : Christian Gourcuff
- Entraineur adjoint : Hervé Guégan
- Entraineur des gardiens : Patrick L'Hostis
- Président : Noël Couëdel

## Transferts

### Mercato d'été
| Type de transfert | Nom                      | Contrat           | Provenance/Destination |
| Arrivées          | Ross Aloisi              | Transfert         | FC Aarau               |
| Arrivées          | Ousmane Soumah           | Prêt              | SC Bastia              |
| Arrivées          | Alexandre Moreno         | Transfert         | SCO Angers             |
| Arrivées          | Pascal Camadini          | Transfert         | FC Sion                |
| Arrivées          | Yannick Fischer          | Prêt              | Olympique de Marseille |
| Arrivées          | Smahi Triki              | Transfert         | Lausanne Sports        |
| Arrivées          | Angelo Hugues            | Transfert         | EA Guingamp            |
| Arrivées          | Pascal Bedrossian        | Transfert         | Stade rennais          |
| Arrivées          | Stéphane Le Garrec       | Transfert         | Stade lavallois        |
| Arrivées          | Loïc Druon               | Transfert         | LB Châteauroux         |
| Arrivées          | Patrice Loko             | Transfert (joker) | Paris Saint-Germain    |
| Arrivées          | David Bouard             | Transfert         | SM Caen                |
| Arrivées          | Ricardo Otacilio Emerson | Transfert         | Defensor SC            |
| Départs           | Neil Murray              | Transfert         | Dundee United          |
| Départs           | David Dicanot            | Transfert         | FC Martigues           |
| Départs           | Djima Oyawolé            | Transfert         | FC Metz                |
| Départs           | Sébastien Le Paih        | Transfert         | SCO Angers             |
| Départs           | Olivier Moullac          | Fin de contrat    | Retraite               |
| Départs           | Cyrille Watier           | Transfert         | GSI Pontivy            |
| Départs           | David Grossmann          | Transfert         | SCO Angers             |
| Départs           | Philippe Schuth          | Fin de contrat    | Toulouse FC            |

### Mercato d'hiver
| Type de transfert | Nom                | Contrat   | Provenance/Destination |
| Arrivées          | Lee Sang-Yoon      | Transfert | Seongnam Ilhwa Chunma  |
| Arrivées          | Christophe Le Grix | Transfert | FC Metz                |

## Division 1

### Buteurs
- 9 buts
  - Patrice Loko

- 8 buts
  - Ali Bouafia

- 5 buts
  - Pascal Camadini

- 3 buts
  - Stéphane Pédron

- 2 buts
  - Ousmane Soumah

- 1 but
  - Juan-Luis Montero
  - Christophe Le Grix
  - Loïc Druon
  - Yannick Fischer
  - Pascal Bedrossian

## Coupe de la Ligue française de football
| 16e de finale     | FC Lorient  | 1-2   | LB Châteauroux           | Stade du Moustoir Lorient                      |                                                |
| 9 janvier 20 h 00 | Triki (32e) | (1-1) | Dufresne (45e) Ray (65e) | Spectateurs : 4 000 Arbitrage : Damien Ledentu | Spectateurs : 4 000 Arbitrage : Damien Ledentu |

## Coupe de France de football
| 32e de finale      | Paris FC    | 1-0   | FC Lorient | Stade Charléty Paris                          |                                               |
| 23 janvier 16 h 00 | Bruno (81e) | (0-0) |            | Spectateurs : 3 000 Arbitrage : Patrick Anton | Spectateurs : 3 000 Arbitrage : Patrick Anton |